# Fiona Brown
Fiona Brown (31 marzo 1995) è una calciatrice scozzese, attaccante del Glasgow City e della nazionale scozzese.

## Palmarès

### Club
- Campionato svedese: 3

Rosengård: 2019, 2021, 2022
- Scottish Women's Premier League: 3

Glasgow City: 2014, 2015, 2016
- Scottish Women's Cup: 2

Glasgow City: 2014, 2015
- Coppa di Svezia: 1

Rosengård: 2021-2022
- Scottish Women's League Cup: 2

Glasgow City: 2014, 2015